# Avril 2005
 (mai 2025).
Si vous disposez d'ouvrages ou d'articles de référence ou si vous connaissez des sites web de qualité traitant du thème abordé ici, merci de compléter l'article en donnant les références utiles à sa vérifiabilité et en les liant à la section « Notes et références ».

## Actualités du mois

### Vendredi1eravril2005
- Royaume-Uni : selon le magazine américain Gourmet, la plus importante revue gastronomique d'Amérique du Nord, Londres est la ville où l'on mange le mieux au monde.
- Amérique, euthanasie : mort de Terri Schiavo qui était dans le coma depuis quinze ans.
- Asie : les deux surfeurs français ont été retrouvés sains et saufs.
- Maroc : un seul Tourangeau victime de l'accident.
- Monaco : la régence est assurée par le prince Albert de Monaco.
- France, Blois : un drame de la route endeuille la fête foraine. Une mère de famille de 26 ans a perdu la vie.
- France, Cour-Cheverny : accident mortel du 12 février 2005, le chauffeur mis en examen.
- Asie : l'île de Nias ravagée le bilan de 624 morts pourrait s'alourdir.
- Vatican : l'état de santé du pape Jean-Paul II s'est aggravé dans la journée de jeudi. Ses médecins ont diagnostiqué une septicémie. Plusieurs médias italiens indiquent qu'il aurait reçu l'onction des malades. Selon le Vatican, il serait à l'agonie. On le considère mort cliniquement.
- Sommaire Centre de nouvelles ONU
  - Soudan : le Conseil de sécurité saisit la Cour pénale internationale de la situation au Darfour. article
  - Le secrétaire général des Nations unies salue l'adoption d'un projet de convention contre le terrorisme nucléaire. article
  - Soudan : la CPI entame sa procédure sur les crimes commis au Darfour. article
  - Haïti : la MINUSTAH lance une opération de grande envergure à Cité Soleil. article
  - Le secrétaire général des Nations unies félicite Paul Wolfowitz, nouveau président de la Banque mondiale. article

### Samedi2 avril 2005

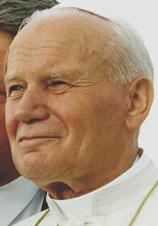
Le pape Jean-Paul II

- Rome : le Vatican annonce officiellement la mort du pape Jean-Paul II survenue à 21 h 37.
- Cisjordanie, Ramallah : Mahmoud Abbas le président de l'Autorité palestinienne a ordonné l'état d'alerte des forces de sécurité palestinienne en Cisjordanie. Il veut montrer sa force et sa volonté aux Brigades des martyrs d'Al-Aqsa qui ont tiré dans la cour de la Mouqata'a (le siège de l'Autorité palestinienne), le mercredi 30 mars dernier. France Info
- Bagdad, Irak : attentat avec deux voitures piégées contre la prison d'Abu Ghraib, où ont eu lieu des actes de torture contre des prisonniers pris par l'armée des États-Unis en Irak. Vingt soldats et 12 prisonniers ont été blessés. France Info
- Indonésie : les secours peinent à arriver sur les lieux du séisme.
- États-Unis : l'affaire Schiavo a bouleversé les clivages traditionnels.
- Espagne : arrestation de douze personnes en relation avec les attentats.
- France :
  - Politique : Nicolas Sarkozy défie Jacques Chirac et irrite les proches du chef de l'État.
  - Ille-et-Vilaine : la cour d'assises a acquitté, hier, le docteur Daniel Fouchard.
  - Languedoc-Roussillon : nouvelles actions violentes des viticulteurs.
  - Société : examen des restes d'Agnès Sorel, Jacques Cœur accusé d'empoisonnement.

### Dimanche3 avril 2005
- Italie : élections régionales dans treize des vingt régions italiennes, dimanche et lundi, qui doivent servir de test au président du conseil Silvio Berlusconi et l'un des tenants de l'opposition Romano Prodi, un an avant les élections législatives. Les partis d'opposition emportent le scrutin dans six des huit régions tenus par des partis de la majorité, dont le Latium où se trouve la capitale Rome.
- Côte d'Ivoire, guerre civile : à Pretoria (Afrique du Sud), le président Thabo Mbeki organise un sommet entre les camps en conflit en Côte d'Ivoire : le président Laurent Gbagbo, le premier ministre Seydou Diarra, Guillaume Soro (chef des Forces nouvelles, en rébellion au nord du pays) et des chefs de partis d'opposition comme Alassane Ouattara et Henri Konan Bédié. France Info
- Irak, Bagdad : Hajim al-Hassani est élu président de l'Assemblée nationale transitoire irakienne. Porte-parole du Parti islamique irakien, il était ministre de l'Industrie depuis juin 2004. France Info
- Kirghizstan : en exil depuis dix jours en Russie, Askar Akaïev a démissionné par avance de ses fonctions de président, après avoir négocié avec une délégation envoyée par le nouveau gouvernement kirghize. France Info
- Vatican : début des funérailles du pape Jean-Paul II qui se dérouleront sur neuf jours.

### Lundi4 avril 2005
- France, Niort : victime d'un accident de la route en 1963 il y a 42 ans maintenant, un niortais décède dans la soirée chez ses parents sans jamais être sorti du coma.
- Union européenne, justice : annonce de la mise en réseaux fin 2005 de leurs casiers judiciaires par l'Allemagne, la Belgique, l'Espagne et la France. La conclusion des négociations a été accélérée par l'affaire Fourniret, du nom d'un homme condamnés pour abus sexuel sur mineures en France et qui a pu devenir éducateur en Belgique, puisque les autorités belges ne peuvent pas avoir connaissance de ses antécédents judiciaires à l'étranger.
- Moldavie : réélection par le parlement du président Vladimir Voronin (communiste pro-européen).
- Autriche : Jörg Haider fait sécession du parti d'extrême droite FPÖ, et fonde le BZÖ (Alliance pour l'avenir de l'Autriche). Désormais, les dirigeants du FPÖ souhaitent un retour dans l'opposition, alors que Haider veut poursuivre l'alliance avec les conservateurs du chancelier Wolfgang Schüssel. Cette scission intervient alors que les élections législatives ont lieu à l'automne 2005. France Info
- France :
  - Val-de-Marne : un garçon de 12 ans a grièvement blessé d'un coup de couteau son grand frère de 23 ans, hier à Créteil.
  - Seine-Saint-Denis : dix jeunes ont été interpellés samedi soir à Aubervilliers, lors d'une seconde nuit de violence, une douzaine de voitures ont été incendiées par des jeunes.
  - Paris : un cheval fou appartenant à la garde républicaine a erré dans les rues, samedi à la mi-journée.
  - Deux-Sèvres : les restrictions d'eau ont été prolongées jusqu'au 16 avril sur 167 communes.
  - Bouches-du-Rhône : un Aixois de 45 ans qui avait volé un camion roulait à contresens sur l'autoroute A7.
  - Mâcon : une étudiante en médecine de 20 ans disparue depuis le 19 mars a été tuée, son corps a été retrouvé samedi dans la Saône.
- Sommaire Centre de nouvelles ONU
  - Liban : l'Envoyé de l'ONU, Terje Roed-Larsen annonce un retrait syrien complet d'ici au 30 avril 2005. article
  - R.D. du Congo : opérations de ratissage en Ituri au lendemain de l'expiration du délai de désarmement. article
  - Côte d'Ivoire : le Conseil de sécurité proroge d'un mois la mission (ONUCI) de l'ONU. article
  - Zimbabwe : le secrétaire général appelle le Gouvernement à instaurer un climat de confiance. article
  - Le prince Al-Hussein de Jordanie présente ses recommandations pour lutter contre les abus sexuels des Casques bleus. article
  - L'ONU rend hommage à l'action du pape Jean-Paul II en faveur de la mission des Nations unies. article
  - Monaco : nouvelle épreuve pour la princesse Caroline déjà frappée par le décès de sa mère et de son précédent mari, elle affronte maintenant le deuil de son père et l'hospitalisation préoccupante de son époux, Ernest-Auguste de Hanovre âgé de 51 ans a été placé en salle de réanimation.

### Mardi5 avril 2005
- États-Unis : l'écrivain américain Saul Bellow est mort à l'âge de 89 ans.
- Côte d'Ivoire :le Conseil de sécurité des Nations unies a renouvelé, pour un mois, le mandat de l'opération des Nations unies et des forces françaises licorne qui la soutiennent.
- Paris, Musée du Louvre : La Joconde, chef-d'œuvre de Léonard de Vinci, et tableau le plus célèbre du monde, a déménagé dans la salle des États du musée du Louvre, spécialement réaménagée pour l'abriter.
- Royaume-Uni : le premier ministre Tony Blair a demandé à la reine Élisabeth II de dissoudre la Chambre des communes. Les élections législatives anticipées auront lieu le 5 mai prochain. Tony Blair (travailliste) veut profiter d'un contexte économique favorable. Les deux chefs des partis d'opposition sont Michael Howard (conservateur) et Charles Kennedy (libéral démocrate). France Info
- Bosnie-Herzégovine, Serbie-Monténégro : dans un entretien au Financial Times FT.com, le ministre des affaires étrangères de Serbie-Monténégro, Vuk Drašković affirme que les services secrets serbes savent où se cache le général Ratko Mladić, accusé de crime contre l'humanité par le Tribunal pénal international pour l'ex-Yougoslavie (TPIY). Le chef de ces services, Rade Bulatović, considère ces allégations comme « ridicules » FT.com.
- Suisse : la Commission de la concurrence suisse propose l'application du principe du cassis de Dijon avec les pays membres de l'Union européenne afin de diminuer la cherté du coût de la vie dans le pays[1].
- Sommaire Centre de nouvelles ONU
  - Un rapport du PNUD lance un appel à la liberté et à la bonne gouvernance dans le monde arabe. article
  - Le secrétaire général, Kofi Annan, a remis au Procureur de la CPI la liste des auteurs supposés de crimes au Darfour. article
  - Le secrétaire général s'est réuni avec le personnel de l'ONU pour discuter de la réforme de l'Organisation. article
  - Des centaines de personnes en danger dans l'ouest de la Colombie, prévient le HCR. article
  - La radio de l'ONU en Côte d'Ivoire étend sa couverture dans le Nord du pays. article

### Mercredi6 avril 2005
- Afrique du Sud : les principaux acteurs de la crise ivoirienne ont conclu à Pretoria, un accord annonçant «la fin des hostilités» sur le désarmement et le retour des rebelles.
- Vatican : la réunion des cardinaux annonce que le conclave chargé d'élire le successeur de Jean-Paul II commencera le 18 avril 2005.
- Conséquences de la mort de Jean-Paul II :
  - Cuba : le président communiste cubain Fidel Castro a assisté à une messe en hommage au pape Jean-Paul II, dans la cathédrale, comble, de La Havane.
  - Bruxelles : l'Union européenne annonce que les drapeaux des 25 États membres serons mis en berne à l'occasion des obsèques de Jean-Paul II.
  - Italie : l'autorité nationale italienne de l'aviation civile (ENAC) envisage par sécurité de dérouter 80 vols de charters dont l'atterrissage était prévu jeudi et vendredi à Rome. Mercredi soir, les forces de l'ordre de la ville de Rome demandaient aux pèlerins de ne plus se rendre aux abords du Vatican : plus d'un million de personnes s'y trouvaient alors pour prier et voir le pape défunt.
- Irak : le parlement a élu le kurde Jalal Talabani comme président du pays.
- Monaco : décès du prince Rainier III de Monaco à l'âge de 81 ans. Son fils Albert lui succède.
- Danemark : les enfants de parents divorcés réussissent moins bien à l'école, quel que soit leur milieu social, 30,60 % contre 13,60 %, à l'âge de 25 ans pour ceux qui ont vécu avec leurs parents.
- Tsunami : le Fonds des Nations unies pour l'enfance (UNICEF) va réhabiliter 250 écoles dans le nord de l'île indonésienne de Sumatra dans les trois prochaines années.
- Israël : des inconnus ont profané la tombe de Yitzhak Rabin, premier ministre israélien assassiné en 1995 par un extrémiste de droite.
- France, Tunnel du Mont-Blanc : le tribunal correctionnel de Bonneville s'est demandé pourquoi la salle de régulation française n'avait pas simultanément bloqué les véhicules roulant vers l'incendie en mettant au rouge les feux installés dans le tunnel.
- Sommaire Centre de nouvelles ONU
  - Côte d'Ivoire : Kofi Annan se félicite de l'accord conclu à Pretoria. article
  - Le secrétaire général, Kofi Annan, salue l'élection du président irakien, Jalal Talabani. article
  - Le Conseil de sécurité se rendra en mission à Haïti du 13 au 16 avril 2005. article
  - Les envoyés du secrétaire général pour la réforme de l'ONU optimistes quant à leur mission. article
  - Réforme des Nations unies : le débat sur le rapport du secrétaire général a commencé à l'Assemblée générale. article
  - HCR : les rapatriements permettent la fermeture d'un camp de réfugiés burundais en Tanzanie. article
  - Le TPIY demande à la Serbie-et-Monténégro la remise des fugitifs avant la commémoration du génocide de Srebrenica. article

### Jeudi7 avril 2005
- Irak : le chiite Ibrahim al-Jaafari chef du parti fondamentaliste Dawa a été nommé Premier ministre d'Irak par le président Jalal Talabani.
- Monde : le Conseil de sécurité des Nations unies a décidé de mettre en place une commission pour enquêter sur l'assassinat de l'ancien premier ministre libanais Rafiq Hariri.
- Cachemire : l'Inde et le Pakistan ont inauguré la première liaison régulière depuis 1947 par bus entre les deux moitiés de la région, dans un geste historique symbolisant le rapprochement des deux pays rivaux.
- Le Caire, Égypte : un attentat en soirée tue quatre personnes dans le quartier touristique du Vieux Caire. Les auteurs auraient agi à moto et l'un d'eux aurait lancé une grenade.
- Royaume-Uni : deux touristes errant dans les appartements privés du château de Windsor, où doit avoir lieu samedi le mariage du Charles, prince de Galles, ont été interceptés par des policiers.
- France : Affrontement entre les manifestations lycéennes et les CRS.
- Insolite. Le footballeur David Beckham et sa femme Victoria ont reçu l'autorisation de finir la construction d'une maisonnette pour leurs enfants dans leur jardin, selon les autorités d'East Hertfordshire (nord de Londres). Son coût est estimé à 185 000 euros. (AFP) article
- Algérie, treize personnes ont été tuées en début de soirées par des islamistes armées qui ont dressé un faux barrage près de Larbaa au sud d'Alger.
- Sommaire Centre de nouvelles ONU
  - Kofi Annan plaide pour une réforme en profondeur de la Commission des droits de l'homme (CDH). article
  - Le Conseil de sécurité crée une Commission d'enquête sur la mort l'ex- Premier ministre libanais. article
  - L'absence de consensus sur la réforme du Conseil de sécurité n'est pas une excuse pour l'inaction, selon Kofi Annan. article
  - L'ouverture d'une ligne de bus au Cachemire, prélude à une entente entre l'Inde et le Pakistan, espère Kofi Annan.e de la santé : l'OMS alerte sur la mortalité maternelle et infantile. article
  - Angola : l'ONU lance un appel de fonds de 3,5 millions de dollars pour lutter contre le virus Marbourg.
  - Naissance de Jeanne Lambert et de Sarah Mandriva

### Vendredi8 avril 2005
- Monaco : le prince Albert II ne participe pas aux obsèques de Jean-Paul II en raison du décès de Rainier III de Monaco ; le catholicisme est la religion officielle de la principauté. Dans le même temps, il a été annoncé que le beau-frère d'Albert II, Ernest-Auguste de Hanovre, est hospitalisé pour une pancréatite, infection grave du pancréas.
- Rome, Vatican : les obsèques de Jean-Paul II. La messe a été célébrée en présence de plus de 2000 personnalités venues du monde entier et des centaines de milliers de fidèles rassemblés place Saint-Pierre et sur plusieurs places de Rome où la cérémonie était retransmise sur écran géant. Une partie de la foule massée place Saint-Pierre a demandé la canonisation immédiate de Jean-Paul II : « Qu'il soit fait saint tout de suite ».

Parmi les officiels, Charles, prince de Galles a serré la main du président du Zimbabwe, Robert Mugabe, alors que le Royaume-Uni s'oppose au gouvernement autoritaire de ce président. Le président israélien, Moshe Katsav, qui est natif d'Iran, a serré la main et échangé quelques politesses avec le président iranien Mohammad Khatami, alors que l'Iran refuse de reconnaître l'existence d'Israël. La république populaire de Chine a refusé d'envoyer un représentant en apprenant la venue de Chen Shui-bian président de la république de Chine (Taïwan). France Info : photographie de Katsav et Khatami
- France, justice : la cour d'appel de Paris confirme le jugement de première instance interdisant l'affiche des créateurs Marithé et François Girbaud librement inspirée de La Cène de Léonard de Vinci, à la demande de l'association Croyance et libertés du haut-clergé catholique. Le juge qualifie cette affiche d'« injure » faite aux chrétiens, injure, d'après lui, « au surplus renforcée (…) par l'incongruité de la position du seul personnage masculin, présenté dans une pose équivoque ». France Info-Site des deux stylistes
- Djibouti, élection présidentielle : début des opérations de vote. Le président sortant Ismail Omar Guelleh est assuré de remporter l'élection présidentielle puisque les candidats de l'opposition se sont tous retirés et appelés à boycotter le scrutin. Ils affirment que le scrutin est truqué, Guelleh répond qu'« ils ont peur de s'engager dans la bataille ».
- Norvège, Oslo : la police norvégienne a arrêté un suspect et se dit optimiste sur sa capacité à retrouver le chef-d'œuvre d'Edvard Munch dérobé l'an dernier.
- Irak : un soldat américain a été tué par un engin explosif dans la région de Kirkouk dans le nord du pays ce qui porte à 1535 morts le nombre de soldats tués depuis mars 2003.
- Yémen : plus de 70 rebelles ont été tués et des dizaines de soldats ont trouvé la mort ou ont été blessés au cours de ces deux jours de violences et d'affrontement dans le nord-ouest du pays.
- Timor oriental : visite à Dili du président indonésien Susilo Bambang Yudhoyono dans l'ancienne province devenue indépendante en 1999.
- Kenya : 140 tonnes de pétrole brut se sont échappées d'un tanker battant pavillon de Dubaï dans le port de Mombasa. L'accident s'est produit lorsque le pétrolier a percuté un obstacle et perforé sa structure.
- France, Aix-en-Provence : un fourgon blindé de Sécuritas a été attaqué ce matin dans la zone d'activité Aix-les-Milles par un commando de quatre hommes armés, le montant n'a pas été précisé.
- Sommaire Centre de nouvelles ONU
  - « Dans une liberté plus grande » : le clivage sur le rapport du secrétaire général se précise entre les États membres. article
  - Darfour : l'Union africaine et l'ONU condamnent la destruction «sauvage» du village de Khor Abeche. article
  - OCHA : la Côte d'Ivoire n'a reçu que 0,5 % des fonds humanitaires demandés pour l'année 2005. article
  - Birmanie : appel à une « clarification » après l'ajournement de la Convention nationale. article
  - Soudan : Les opérations humanitaires de l'ONU au Darfour menacées par un manque de fonds. article
  - La Chine devient un contributeur d'aide alimentaire, après 25 ans d'assistance du Programme alimentaire mondial (PAM). article
- Pologne : le président, Aleksander Kwaśniewski a annoncé sa réconciliation avec, Lech Wałęsa, son prédécesseur et chef du syndicat historique.

### Samedi9 avril 2005
- Proche-Orient : trois adolescents palestiniens ont été tués par l'armée israélienne dans la bande de Gaza, suscitant une riposte du mouvement radical Hamas qui a tiré des obus sur des colonies juives de ce territoire sans faire de victime, selon les versions, ils jouaient au football dans une zone interdite où ils tentaient de franchir la frontière. Cet incident survient dans un contexte de tension entre Israéliens et les Palestiniens : un groupe ultra-nationaliste israélien a annoncé vouloir manifester le dimanche 10 avril sur l'Esplanade des mosquées, considéré comme un lieu saint par les musulmans.
- Royaume-Uni, Windsor : mariage en secondes noces de Charles, prince de Galles, héritier du trône du Royaume-Uni, avec Camilla Parker Bowles.
- Chine : plusieurs violences anti-japonaises ont eu lieu à Pékin. Des pierres et d'autres objets ont été jetés contre plusieurs bâtiments japonais, tels que l'ambassade japonaise, un restaurant et la banque de Tokyo-Mitsubishi. Ces violences font suite à la publication la semaine précédente au Japon de manuels d'histoire qualifiés de révisionnistes concernant les crimes commis durant la Seconde Guerre mondiale dans lesquels, notamment, le massacre de Nankin est qualifié d'incident. Les responsables chinois ont lancé un appel au calme.
- Arabie saoudite, Riyad : deux dirigeants du réseau terroriste, Al-Qaïda, recherchés depuis près de deux ans, ont été tués en début de semaine au nord de Riyad. L'assaut a également coûté la vie à treize autres extrémistes, a indiqué le ministère de l'Intérieur.
- Irak, Bagdad : plusieurs milliers de personnes ont manifesté à Bagdad contre l'occupation de leur pays, après la chute du régime de Saddam Hussein, alors que trente Irakiens dont seize soldats ont été tués.
- Iran : le président iranien, Mohammad Khatami, a vivement démenti avoir parlé à l'Israélien Mosche Katzav et a affirmé que l'Iran ne reconnaissait pas l'existence de l'État hébreu.
- France : des motards, entre 15 000 et 20 000, ont manifesté dans plusieurs villes de France pour protester contre l'allumage des feux de croisement en plein jour.
- France, Aube : cinq personnes ont été blessées, dont une grièvement, dans une collision entre la nacelle d'une attraction et un engin de levage au parc de Nigloland à Dolancourt.
- France, Antony : un agent SNCF âgé de 38 ans a été blessé après avoir été volontairement jeté du train sur une voie du RER B alors qu'aucun train ne circulait.
- France, Paris : manifestation « revendifestive » (apolitique) nommée Karna[ge]Val pour dénoncer la marchandisation de la culture. Une quinzaine de chars étaient présents, inondant les rues, de la place de la République à la place de la Nation, de musique techno, hardtek.

### Dimanche10 avril 2005
- Jérusalem : des ultra-nationalistes israéliens veulent manifester sur l'esplanade des Mosquées, sur l'emplacement de l'ancien temple pour protester contre le plan d'évacuation des colonies israéliennes de la bande de Gaza. Les forces de l'ordre israéliennes empêchent l'accès au site, et des musulmans sont restés toute la nuit dans la mosquée Al-Aqsa pour défendre le lieu[2]. Le Premier ministre israélien Ariel Sharon est en voyage officiel aux États-Unis.
- Tremblement de terre de magnitude 3,8 en Savoie. L'alerte diffusée par le CEA précise que l'épicentre se situe à Saint-Martin-de-Belleville à 9 h 4 min 39 s (heure française).
- Monaco : dès cet après-midi, les Monégasques pourront se recueillir devant la dépouille du prince Rainier III de Monaco dont le corps, en grande tenue d'apparat, est exposé jusqu'à mercredi dans la petite chapelle Saint-Jean-Baptiste, située dans l'enceinte du palais, qui est habituellement réservée aux cérémonies religieuses de la famille princière.
- France, cyclisme : le Belge Tom Boonen remporte le Paris-Roubaix après avoir pédalé pendant six heures et demie.
- France, Cognac : En attribuant le grand prix à la comédie noire de l'Espagnol Álex de la Iglesia Le Crime farpait, le jury du 23e Festival du film policier de Cognac a récompensé dimanche soir la seule comédie de cette édition qui a largement exploré les différents aspects du crime organisé, des triades chinoises à la pègre européenne. (AFP) article
- Liban : l'un des chefs de l'opposition chrétienne, le général Michel Aoun qui vit en exil en France depuis quinze ans, a décidé de retourner au Liban le 7 mai.
- États-Unis : les préparatifs de la rencontre entre George W. Bush et Ariel Sharon ont été perturbés par la question des colonies israélienne en Cisjordanie.
- Belgique : À Huy a lieu la première consultation populaire d'initiative citoyenne de Belgique. Elle concerne un projet d'urbanisme de la ville de Huy.

### Lundi11 avril 2005
- Vatican : les cardinaux, après une journée de repos, ont repris leurs travaux pour chercher un consensus sur le profil du prochain pape avant le début, le 18 avril, du conclave chargé d'élire le successeur de Jean-Paul II. La messe dirigée par le cardinal américain Bernard Law en hommage à Jean-Paul II a été marquée par une manifestation contre ce cardinal qui n'était pas intervenu pour écarter des prêtres pédophiles. France Info pré-conclave-Info cardinal Law
- Monte-Carlo, tennis : début du tournoi de tennis de Monte-Carlo. En dépit de la mort du prince Rainier III, grand mécène du sport qui avait contribué à faire de la principauté un des hauts lieux du tennis mondial, le premier Masters Series européen de l'année a lieu comme prévu à partir de ce lundi, mais toutes les festivités extra-sportives ont été annulées. article
- Bangladesh : jusqu'à deux cents personnes peuvent être prises au piège dans les décombres d'une usine de textile de huit étages qui s'est écroulée près de la capitale Dhâkâ, faisant au moins six morts a-t-on indiqué de sources officielles.
- Paris : les forces de l'ordre ont évacué les élèves qui occupaient les locaux et le toit du lycée Montaigne, un des plus prestigieux lycées parisiens. Les lycéens protestent depuis quelques mois contre la loi Fillon sur l'École.
- Kirghizstan : le parlement khirgize a accepté la démission du président déchu Askar Akaïev et fixé la date de l'élection présidentielle qui aura lieu le 10 juillet.
- France, justice : la commission de révision des condamnations pénales de la Cour de cassation accède à la demande de révision de la condamnation pour meurtre de Guillaume Seznec de 1924. NouvelObs.com
- France, justice : dans le cadre de la lutte contre la criminalité, le garde des Sceaux, Dominique Perben, annonce l'examen, avant la fin de l'année 2005, d'un projet de loi qui permettrait, s'il était adopté par le Parlement puis validé par le Conseil constitutionnel (qui pourrait être saisi d'un recours émanant de parlementaires), de confisquer et de vendre sans jugement les biens des personnes accusées d'être de « grand criminels », tout en envisageant la possibilité de remboursements en cas de relaxes ou acquittements de suspects.
- Égypte : arrestation de membres de la famille de l'auteur de l'attentat suicide qui a secoué en milieu de semaine le bazar de Khan el Khalili au Caire.
- Irak : trois attentats suicides à la voiture piégée ont été commis contre une position militaire américaine à Al-Qaïm dans l'ouest du pays, aux moins deux soldats blessés.
le ministère iranien de la Défense a annoncé avoir arrêté, il y a une semaine, un ravisseur des journalistes français Christian Chesnot et Georges Malbrunot libérés en décembre 2004.
- Monaco : le prince Ernest-Auguste de Hanovre, époux de la princesse Caroline de Monaco en réanimation depuis six jours à la suite d'une pancréatite aiguë, se trouve dans un état de santé en amélioration.
- Sénégal : une épidémie de choléra a connu une brusque recrudescence à la mi-mars. Elle a contaminé au moins 6 059 personnes et fait 81 morts depuis le 26 mars.
- Panama : un gazier battant pavillon panaméen avec à bord trente-six membres d'équipage dérive à environ 250 kilomètres au sud de l'île de Porquerolles. Un bâtiment de la Marine nationale a été dépêché sur place pour le remorquer. article
- République populaire de Chine-Union indienne : conclusion d'un accord à New Delhi entre le premier ministre chinois Wen Jiabao et le premier ministre indien Manmohan Singh. Cet accord prévoit une reprise des relations entre les deux pays par un règlement pacifique de leurs contentieux frontaliers concernant les territoires de l'Arunachal Pradesh et du Cachemire. France Info
- Japon, Tokyo : un séisme de magnitude 6,1 se produit dans la matinée, perturbant la circulation.

### Mardi12 avril 2005
- France : mort de la journaliste Odile Grand, collaboratrice de l'hebdomadaire Marianne, à l'âge de 74 ans.
- Inde : un accord sino-indien a été signé afin de définir les « grands principes » d'une réconciliation entre ces deux pays. L'Inde et la république populaire de Chine espèrent améliorer leurs relations afin de favoriser leurs échanges et leur développement. L'idée d'une immense zone de libre-échange a aussi été évoquée. Cela concernerait 2,5 milliards d'hommes.
- France : la Cour d'appel de Paris a débouté Johnny Hallyday en lui refusant la restitution par Universal Music des bandes originales de ses chansons, infirmant le jugement rendu en première instance par le conseil de prud'hommes en août 2004.
- France : la société Cogema est condamnée pour stockage illégal de déchets nucléaires, à la suite d'une plainte de Greenpeace.
- Irak : le secrétaire américain à la Défense Donald Rumsfeld a indiqué à Bagdad que les États-Unis n'avaient pas encore de stratégie de sortie d'Irak.
- États-Unis - Israël : le Premier ministre israélien Ariel Sharon, rappelé à l'ordre sur la colonisation en Cisjordanie la veille par George W. Bush, a refusé de céder tout en obtenant de nouveau l'aval du président américain pour son plan de retrait de la bande de Gaza.
- Colombie : au moins 11 personnes sont mortes dans les inondations et des crues de rivières provoquées par de fortes pluies dans les départements andins de Colombie. Les pluies ont également provoqué des glissements de terrain.
- Iran : le parlement conservateur a adopté un texte de loi autorisant l'avortement durant les quatre premiers mois de grossesse si la vie de la mère est en danger ou si les médecins constatent une malformation du fœtus.
- Irak : la Pologne mettra fin à sa mission en Irak avant la fin 2005 lors de l'expiration du mandat de l'ONU dans ce pays.
- Allemagne : quatre écolières prises en otages pendant plus de cinq heures par un homme armé de deux couteaux, à Ennepetal, dans le nord du pays, ont été libérées saines et sauves.
- Nouvelle-Calédonie : un fort séisme d'une magnitude 6,6 degrés sur l'échelle de Richter s'est produit, sans faire de dégâts ni de victimes.
- Espagne, Madrid : la police a interpellé dans le port d'Algésiras, un ressortissant marocain Soufiane Raïfac soupçonné d'avoir obtenu les explosifs des attentats de Madrid du 11 mars 2004.
- Téhéran : l'Iran annonce qu'elle rejette la demande canadienne d'enquête par des experts légistes internationaux sur le décès de la photojournaliste montréalaise Zahra Kazemi.
- Indonésie : vers 11h30, un volcan culminant à 2599 m s'est réveillé en crachant des cendres et a expulsé un nuage de fumée; les secours tentent tant bien que mal d'évacuer la population environnante.
- France,Nord : près de 80 tombes ont été profanées dans la nuit, dans le cimetière municipal de Beauvois-en-Cambrésis près de Cambrai.
- France,Savoie : un incendie d'origine indéterminée a totalement détruit sans faire de victime, un hôtel de Val Thorens dont 300 occupants ont pu être évacués et relogés, 70 pompiers été sur place.

### Mercredi13 avril 2005
- Santé : l'Organisation mondiale de la santé (OMS) a lancé une alerte pour signifier à plus 3 700 laboratoires dans le monde qu'ils ont reçu par erreur des échantillons de la grippe de 1957-1958 et doivent les détruire. L'erreur d'envoi a été commise aux États-Unis, par le Collège des pathologistes américains, ce qui pourrait provoquer une épidémie mondiale. Le Canada figure parmi ceci France Info
- Union européenne : le Parlement européen a accepté les traités d'adhésion avec la Roumanie et la Bulgarie; ceux-ci devraient être signés le 25 avril 2005, ouvrant la voie, après ratification, à une adhésion de ces deux pays en 2007.
- Irak : alors que des soldats irakiens neutralisaient une bombe placée sur un oléoduc près de Kirkouk,une autre bombe a aussitôt explosé qui a fait neuf morts dont le commandant des installations pétrolières.
- Afghanistan : Donald Rumsfeld est arrivé à Kandahar, dans le sud du pays, pour une visite surprise. Il devrait parler de la lutte contre les talibans et les militants d'Al-Qaïda.
- Bagdad : une voiture piégée a explosé au passage d'un convoi du département américaine, endommageant deux 4x4 officiels et cinq voitures civiles.
- Téhéran : l'Iran a démenti les informations selon lesquelles il a déplacé vers un lieu inconnu de l'uranium dans l'une de ses installations nucléaires.
- Belgique : la justice lance de nouvelles fouilles pour retrouver une ou plusieurs jeunes filles supposées tuées en France entre 1987 et 2001 par Michel Fourniret, qui les aurait enterrées dans sa propriété de Sart-Custinne.
- Angola : Une épidémie de fièvre de Marbourg a atteint 235 personnes dont 215 sont décédées, selon un communiqué du ministère de la santé.
- Indonésie : un nouveau volcan de Java s'est réveillé comme un autre à Sumatra la veille, déjà secouée par les séismes. Le mont Tangkuban Parahu près de Bandung a grondé durant la nuit.
- Royaume-Uni : Tony Blair a confirmé que les élections législatives du 5 mai seront ses dernières en tant que premier ministre.
- Yaoundé : l'épidémie de choléra, où 6000 cas ont été recensés depuis le début de l'année, a déjà tué 70 personnes «personne ne sera bientôt à l'abri».
- Allemagne Karlsruhe : la cour fédérale de justice a entamé un examen contre le «cannibale de Rotenbourg» Armin Meiwes, 43 ans, condamné à huit ans et demi de prison pour avoir dépecé et mangé en 2001 une victime consentante.
- Rome : à cinq jours de l'ouverture du conclave au Vatican, le cardinal Joseph Ratzinger donné favori par la presse.
- France : le prince héritier d’Arabie Abdallah ben Abdel Aziz a été accueilli à Orly par Jacques Chirac.
- Paris : un notaire a été condamné à verser plus de trois millions d'euros à Cécile de Bourbon-Parme pour avoir égaré un diadème serti de diamants confié en 1996.
- Liban : le premier ministre Omar Karamé démissionne faute d'avoir réussi à former un gouvernement d'union nationale. Les partis d'opposition craignent que cette démission entraîne un report des élections législatives qui devraient être organisées avant le 31 mai prochain.

### Jeudi14 avril 2005
- France, médias : le président de la République Jacques Chirac participe à une émission de TF1 sur le référendum sur la constitution européenne instaurée par le traité de Rome de 2004. Voir l'article complet : Référendum : en direct avec le président
- Suisse : le Conseil fédéral présente sa position, favorable, et ses arguments vis-à-vis de l'adhésion de la Suisse à la Espace Schengen et la Convention de Dublin qui sera soumise en votation populaire le 6 juin 2005.
- Irak : au moins quinze Irakiens, pour la plupart des policiers, ont été tués dans un double attentat suicide à Bagdad, l'un des plus meurtriers commis dans la capitale.
- Côte d'Ivoire : près d'un an après le début de l'enquête sur la disparition le 16 avril 2004 du journaliste Guy-André Kieffer le mystère plane sur son rapt et sa mort quasi-certaine.
- Allemagne : trente personnes soupçonnées d'appartenir à une bande criminelle organisée par des turco-bulgares dans le nord et l'ouest du pays ont été interpellées à la suite des trafics d'êtres humains.
- Cisjordanie : le président de l'autorité palestinienne, Mahmoud Abbas, a ordonné que tous les services de sécurité soient regroupés sous l'autorité de trois instances principales.
- Beyrouth : l'opposition libanaise antisyrienne se prépare à engager la bataille, pour sauver les élections de mai, les gouvernements américain et français souhaitent que l'échéance électorale soit respectée.
- Union européenne-république populaire de Chine : par un vote, le Parlement européen se prononce contre la levée de l'embargo sur la vente d'armes à la république populaire de Chine.

### Vendredi15 avril 2005
- Espace, Baïkonour : l'Italien Roberto Vittori, le Russe Sergueï Krikalev et l’Américain John L. Phillips ont décollé vendredi du cosmodrome de Baïkonour au Kazakhstan à bord d’un vaisseau russe Soyouz TMA-6 vers la station spatiale internationale à laquelle ils s’arrimeront deux jours plus tard.
- France, Vierzon : un accident d’autocar transportant une vingtaine de personnes âgées se rendant à Montpellier, a eu lieu sur l’A71.
- Italie : démission des ministres centristes de l’Union des démocrates chrétiens (UDC) du gouvernement de Silvio Berlusconi. Des commentateurs politiques évoquent la possibilité d’élections législatives anticipées. Berlusconi et sa coalition ont perdu le contrôle de six régions aux élections régionales du début du mois d'avril.
- Liban : le Premier ministre libanais Nagib Migati est désigné[3].
- Monaco : transformée en forteresse, la principauté a célébré les obsèques, solennelles et minutieusement réglées, de Rainier III, en présence de dizaines de têtes couronnées et de responsables politiques internationaux. Parmi eux se trouvent Jacques Chirac (France), Juan Carlos Ier d'Espagne, Albert II de Belgique, Charles XVI Gustave de Suède, le ministre Sergueï Lavrov (Russie), Francisco Flores (Salvador). Rainier III est inhumé dans l’abside de la cathédrale, à côté de la tombe de son épouse Grace de Monaco.
- Paris : l’incendie de l'hôtel Paris-Opéra dans le IXe arrondissement, dans la nuit de jeudi à vendredi, a fait 24 morts, dont onze enfants. Il s’agit de l'incendie le plus meurtrier à Paris depuis la Libération.

### Samedi16 avril 2005
- Équateur : le président Lucio Guttierez, devant la colère de la rue, déclare l'état d'urgence. Il avait révoqué la Cour suprême en décembre 2004.
- France, Rhône-Alpes : d'importantes chutes de neige causent de fortes perturbations dans cette région. Un peu moins de 30 000 foyers sont privés d'électricité. L'autoroute A48 Lyon-Grenoble, le tunnel du Fréjus et la voie ferrée vers Grenoble ont été fermés plusieurs heures. Des cours d'eau connaissent également une élévation de leur niveau. Les départements de PACA, Alpes-de-Haute-Provence et Alpes-Maritimes connaissent aussi des perturbations routières et électriques. France Info

### Dimanche17 avril 2005
- Chypre : élection au suffrage universel du premier ministre Mehmet Ali Talat (Parti républicain turc, centre-gauche, majorité parlementaire) à la présidence de la république turque de Chypre du Nord. Il obtient 55,6 % des voix et devance largement son principal adversaire, Derviş Eroğlu (Parti de l'unité nationale, centre-droit). Le président sortant, Rauf Denktash, ne se représentait pas.
- Espagne, Pays basque : élections régionales dans la Communauté autonome basque. La coalition au pouvoir (Parti nationaliste basque et Eusko Alkartasuna) et son dirigeant Juan José Ibarretxe espéraient un résultat leur permettant de proposer leur plan de faire du Pays basque un État associé au royaume d'Espagne.

Cette coalition obtient une majorité relative plus faible en obtenant 29 des 75 sièges (33 précédemment). Apparaît au parlement le Parti communiste des terres basques (PCTV), qui a obtenu le soutien du parti interdit Batasuna. Le Monde du 19 avril 2005
- France, intempéries : les fortes chutes de neige causent des coupures d'électricité et des fermetures de routes et d'autoroutes dans les régions Franche-Comté et Rhône-Alpes. Dans le nord de l'Auvergne et dans le sud de la Bourgogne, les niveaux de la Loire et de son affluent l'Allier sont surveillés à la suite des fortes pluies.
- Suisse : un grave accident de car sur la route menant au tunnel du Grand-Saint-Bernard a fait 12 morts et une quinzaine de blessés. Le véhicule a quitté la route, a fait des tonneaux sur 60 mètres avant de chuter au fond d'un ravin de 150 mètres. Plus de 200 secouristes ont été dépêchés sur place.

### Lundi18 avril 2005
- Union des Comores : le mont Karthala, volcan de Grande Comore, plus grande île de l'archipel, est entré en éruption.
- Vatican : début du conclave des cardinaux qui doivent élire le successeur du pape Jean-Paul II. À 20 h 05, heure locale, la fumée noire qui s'est échappée de la Chapelle Sixtine indique que le premier vote n'a pas permis l'élection du pape.
- Inde-Pakistan : un accord a été signé entre les deux pays, intensifiant leurs relations commerciales et visant à améliorer les liaisons par bus entre les deux pays, en particulier au Cachemire.
- Informatique : Adobe Systems annonce l'acquisition de Macromedia pour 3,4 milliards de dollars. Cette fusion vise à préparer la concurrence contre certaines fonctionnalités de Windows Longhorn, nouveau système d'exploitation de Microsoft prévu pour 2006.
- Iran : le gouvernement a ordonné la fermeture « provisoire » du bureau de Al-Jazira à Téhéran. Il reproche à la chaîne d'information d'avoir couvert de manière partiale les troubles interethniques qui ont eu lieu le 15 avril à Ahvaz (3 morts, 200 blessés). La ville se trouve dans le Khouzistan, région où vivent la majorité des Arabes iraniens. La chaîne a diffusé notamment les propos d'un mouvement séparatiste basé à Londres, le Front populaire et démocratique des Arabes d'Ahvaz. Le Monde daté 29 avril 2005

### Mardi19 avril 2005
- Axoum, Éthiopie : l'Italie rend le premier des trois morceaux de l'obélisque d'Axoum, pris par l'armée italienne au temps de Mussolini.
- Église catholique romaine, Vatican : élection de Joseph Ratzinger pape sous le nom de Benoît XVI. Il est le successeur de Jean-Paul II.
- Espagne-Argentine : l'Audience nationale, plus haute instance judiciaire espagnole, a condamné à 640 années en prison (30 en réalité, dont 4 effectuées) l'ancien militaire argentin, Adolfo Scilingo pour crimes contre l'humanité, détentions illégales et tortures, au temps de la dictature militaire. Il est le premier ancien militaire de cette dictature à être condamné en sa présence, tous les autres l'ont été par contumace. Le Monde daté 21 avril 2005
- États-Unis : les sénateurs démocrates ont obtenu un report du vote confirmant l'investiture de John R. Bolton comme ambassadeur des États-Unis à l'ONU.
- Koweït : le parlement a voté un projet de loi accordant le droit de vote et d'éligibilité aux femmes pour les élections municipales. Les prochaines élections de ce type doivent avoir lieu en octobre 2005.
- Liban : le premier ministre Najib Mikati a annoncé la formation d'un gouvernement de 14 membres, représentants plusieurs partis politiques.
- Liban, Beyrouth : en cadeau de remerciement alors que les armées et les services de renseignement syriens évacuent le Liban, le secrétaire général du Hezbollah a offert un fusil d'assaut dans son écrin au général chef de l'armée syrienne et au chef des services de renseignements syriens.
- Cyclisme : Lance Armstrong, entouré de rumeurs de dopage, a annoncé que le tour de France 2005 sera sa dernière course avant sa retraite.
- Paul Buisson, animateur et caméraman du Réseau des sports (RDS), meurt à l'âge de 41 ans d'un arrêt respiratoire.

### Mercredi20 avril 2005
- Équateur : le parlement a destitué le président Lucio Gutierrez qui a trouvé refuge dans l'ambassade du Brésil à Quito. Il est remplacé jusqu'à la fin de son mandat (janvier 2007) par le vice-président Alfredo Palacio.
- Internet : Wikipédia, l'encyclopédie libre et gratuite, atteint les 100 000 articles pour sa version francophone.
- Italie : démission du président du conseil Silvio Berlusconi qui compte former un nouveau gouvernement d'ici le week-end suivant.

### Jeudi21 avril 2005
- Gujarat, Inde : un accident ferroviaire fait 24 morts et une centaine de blessés.
- Chine : Une explosion survenue dans une usine chimique du sud-ouest de la Chine a fait douze morts et sept disparus. Des débris de l'usine de deux étages ont été retrouvés à plus de 80 mètres du site. Les autorités enquêtent sur les causes de l'accident.
- Espagne : dans le cadre d'une réforme du Code civil, les Cortes, assemblée nationale espagnole, ont adopté un projet de loi autorisant le mariage homosexuel et l'adoption d'enfants par des couples homosexuels. Une fois adoptée par le Sénat, la loi devrait entrer en vigueur pendant l'été 2005.

### Vendredi22 avril 2005
- États-Unis : le Français Zacarias Moussaoui a plaidé coupable de complicité de complot pour commettre un attentat, détourner un avion, détruire un avion et utiliser des armes de destruction massive dans le cadre des attentats du 11 septembre 2001. Pour ces quatre motifs, il encourt la peine de mort. Il signale néanmoins qu'il n'a pas participé à l'attaque du 11 septembre 2001, mais qu'il avait reçu d'Oussama ben Laden l'ordre de préparer une attaque contre la Maison-Blanche.
- Irak-Roumanie : dans une vidéo diffusée par la chaîne de télévision Al Jazeera, un groupe terroriste ordonne au gouvernement roumain de rapatrier ses troupes envoyées en Irak dans les quatre jours, ou il menace de tuer trois otages roumains, enlevés le 28 mars dernier.
- Jakarta, Indonésie : pour célébrer le 50e anniversaire de la conférence de Bandung, les pays d'Afrique et d'Asie se réunissent en sommet.
- Togo, Lomé : de nuit, le ministre de l'Intérieur, François Boko, a annoncé aux journalistes et diplomates étrangers qu'il espérait un report de l'élection présidentielle du 24 avril et la formation d'un gouvernement d'union nationale. Il craint que son ministère ne soit pas capable de maintenir la sécurité dans le pays dans les jours et semaines à venir. Le Monde daté 23 avril 2005
- Roumanie plus de 2 000 personnes étaient sinistrées en raison de fortes inondations et de chutes de neige qui ont également perturbé la circulation et provoqué des coupures de courant.
- France, insolite : un sanglier a détruit pour 150 000 euros de porcelaine après avoir défoncé la porte d'un atelier dans un petit village proche de Limoges.
- France : la Cour d'appel de Paris fait interdiction – ce sont les termes utilisés – d'utiliser sur un DVD un système empêchant la copie. Cette pratique est incompatible avec l'exercice de la copie privée. Ce jugement contredit celui rendu en première instance, fin avril 2004, et constitue un sérieux revers pour les producteurs en cause, Alain Sarde et StudioCanal. 01net.com
- France - Pierre Bodein est mis en examen pour un troisième meurtre.

### Samedi23 avril 2005
- Cinéma, Royaume-Uni : mort de l'acteur Sir John Mills à 97 ans.
- Cinéma : mort du réalisateur George Cosmatos à 64 ans d'un cancer du poumon.
- France : Marine Le Pen, vice-président du Front national, a été huée et n'a pu assister à une cérémonie de souvenir pour le 90e anniversaire du génocide arménien, à Sarcelles (Val-d'Oise). France Info le 23 avril 2005
- Irak : des combats et attentats dans plusieurs villes du pays ont fait plus de 60 morts en une journée, comprenant des civils irakiens comme des soldats américains. Le caméraman de l'agence américaine Associated Press, Saleh Ibrahim, a été tué à Mossoul. Pendant ce temps, le président Jalal Talabani constitue avec beaucoup de difficultés un gouvernement d'union nationale.
- Italie : le président du conseil Silvio Berlusconi a présenté son nouveau gouvernement, presque identique au précédent. Voir Gouvernement Silvio Berlusconi III.
- Viêt Nam : les tests effectués sur une Cambodgienne décédée dans un hôpital se sont révélés positifs à la grippe aviaire.
- Baïji, Irak : les corps de dix-neuf soldats irakiens enlevés récemment, ont été retrouvés criblés de balles dans le nord du pays.
- Floride, États-Unis : une mère entend poursuivre en justice les policiers qui sont intervenus dans l'école maternelle de sa fille à Saint-Petersburg et ont menotté la fillette de cinq ans indisciplinée.
- Arabie saoudite : les autorités religieuses ont brièvement arrêté Hisham Abdulrahman (en), le dernier vainqueur de la Star Academy saoudienne, pour avoir provoqué une scène jugée indécente.

### Dimanche24 avril 2005
- Montréal, Canada : Transfert du tombeau de sainte Marguerite Bourgeoys de sa maison mère à la chapelle Notre-Dame-de-Bon-Secours à Montréal après une messe à la basilique Notre-Dame de Montréal.
- Israël : mort de l'ancien président israélien Ezer Weizman.
- Chine : 69 mineurs ont été pris au piège lors de l'inondation d'une mine de charbon à Jiaohe dans la province du Jilin. Les mineurs se trouvaient au fond de la mine de Tengda.
- San Diego : La première vidéo de YouTube est postée. Il s'agit d'une vidéo tournée devant les éléphants du cirque de San Diego, la personne parlant devant la caméra étant un des créateurs de YouTube. La chaîne YouTube à l'origine du tout premier poste sur le site se nomme "jawed". La vidéo comptabilise le 25 janvier 2021 plus de 147 millions de vues.
- France : selon la police, la diplomate philippine Alicia Ramos a été étranglée à son domicile par des voleurs.
- Chypre : Mehmet Ali Talat a prêté serment comme président de la république turque de Chypre du Nord. Dans son discours, il a accusé le président de la république de Chypre, Tassos Papadopoulos, d'être intransigeant et d'empêcher la résolution de la partition chypriote. site France Info, le 24 avril 2005
- Équateur : l'ancien président Lucio Gutierrez a fui au Brésil qui lui a accordé l'asile politique après l'avoir accueilli dans son ambassade de Quito.
- Floride : le cinéaste américain Albert Wing est mort à la suite d'un accident de saut en parachute. En heurtant l'aile de l'avion d'où il venait de sauter, ses jambes ont été sectionnées au niveau du genou. Il a ensuite succombé à ses blessures à l'hôpital. Une enquête a été ouverte. Ce type d'accident est rarissime.
- Togo, élection présidentielle : les Togolais ont voté en grand nombre pour élire un successeur au défunt général Gnassingbé Eyadéma, dans un climat de haute tension. Au moins trois personnes ont été tuées et treize autres blessées, dont trois par balles, à Lomé, à la fin des élections selon des sources diplomatiques et hospitalières.
- Vatican : messe inaugurale du pape Benoît XVI après son élection, mardi 19 avril.
- France, Gard : le dernier des sept loups qui s'étaient échappés de l'enclos d'un refuge d'animaux à Servas a été récupéré vivant.
- Suisse, Genève : les électeurs ont approuvé une révision de la constitution cantonale accordant le droit de vote communal aux étrangers domiciliés sur le canton et résidant en Suisse depuis plus de huit ans. L'initiative visant à leur accorder également le droit d'éligibilité a été rejetée, de même que sept autres objets financiers.

### Lundi25 avril 2005
- République tchèque : Jiří Paroubek nommé nouveau Premier ministre tchèque après la démission de son prédécesseur le social-démocrate Stanislav Gross discrédité par un scandale autour de sa fortune personnelle.
- Japon, Amagasaki : cinq voitures d'un train de banlieue bondé appartenant à la JR West, circulant trop rapidement, ont déraillé avant de percuter un immeuble d'habitation près d'Osaka dans l'ouest du Japon. Le bilan est d'au moins 107 morts (59 hommes et 47 femmes), 41 disparus et 458 blessés dont 150 dans un état grave.
- Axoum, Éthiopie : l'Italie a rendu le dernier morceau de l'obélisque d'Axoum qui avait été emporté par les troupes italiennes au temps de Benito Mussolini.
- France : la photo Le Baiser de l'hôtel de ville de 1950 prise par Robert Doisneau et ayant appartenu a son héroïne Françoise Bornet a été adjugée aux enchères dans la soirée au prix de 155 000 €.
- Russie : le président Vladimir Poutine a déclaré que les Russes doivent se développer à leur rythme en tant qu'« État libre et démocratique ».
- Finlande, Helsinki : un homme de 43 ans est soupçonné d'avoir abusé de 445 jeunes garçons depuis 1989.
- Stockholm : le propriétaire d'un restaurant qui a expulsé de son établissement deux femmes qui s'embrassaient a été condamné à verser la somme de 50 000 couronnes.
- Irak : seize civils ont trouvé la mort et 50 autres personnes blessées dans deux attentats à l'explosif, dans un quartier de Cholaa, dans le nord du pays.

### Mardi26 avril 2005
- Autriche, Vienne : mort de l'actrice Maria Schell.
- Paraguay : mort de l'écrivain paraguayen Augusto Roa Bastos.
- États-Unis : mort de l'astrophysicien américain Philip Morrison, créateur puis dénonciateur de la bombe atomique.
- Birmanie, Rangoon : l'explosion d'une bombe dans un marché de Mandalay a fait deux morts (deux femmes) et quatorze blessés dont douze femmes.
- Éthiopie : au moins 72 morts dans des inondations.
- Togo, élection présidentielle : la Commission électorale annonce la victoire avec 60,22 % des suffrages de Faure Gnassingbé, alors que l'opposant Gilchrist Olympio dénonce « une fraude massive ». Mardi, après la proclamation des résultats, de violents incidents ont éclaté dans la capitale Lomé.
- France : mort du journaliste Claude Lorieux, ancien collaborateur du Figaro depuis 1978 et grand spécialiste du Moyen-Orient.
- Irak : le groupe Ansar al-Sunna annonce le rapt de six Soudanais travaillant pour les États-Unis.
- Japon, Nimori : un train de voyageurs a percuté un camion à un passage à niveau. Le conducteur du semi-remorque a été légèrement blessé et la première voiture du train express a déraillé. Selon les premiers éléments, le semi-remorque s'est retrouvé coincé sur le passage à niveau après avoir perdu une roue. Le conducteur du poids lourd a déclenché l'alarme du passage à niveau mais le train n'a pas pu s'arrêter à temps.
- Indonésie : un séisme d'une magnitude de 5,4 sur l'échelle de Richter a secoué l'île de Sulawesi, dans l'est de l'Indonésie. Une demi-heure après, un autre tremblement de terre d'une magnitude de 5,5 a secoué les côtes de l'île de Sumatra. Les tremblements de terre ont été ressentis par quelques habitants des deux îles, mais il n'y a pas eu de dégât ni de blessé.
- Liban : l'armée syrienne a achevé l'évacuation du Liban. Les États-Unis attendent l'inspection de l'ONU qui va vérifier si ce retrait est complet.

### Mercredi27 avril 2005
- Éthiopie : le bilan des inondations s'est alourdi pour s'établir à 88 morts.
- Irak, Bagdad : la députée Lamia Abed Khadouri al-Sagri, membre de la liste irakienne de l'ancien Premier ministre Iyad Allaoui a été assassinée par des assaillants ayant fait irruption chez elle.
- France : Lætitia Bléger, Miss France 2004 interdite de couronne et d'écharpe pour une période de six mois pour avoir posé moins qu'à demi-vêtue pour Play Boy.
- Togo : au moins 11 morts et 95 blessés dans les émeutes de Lomé. Le candidat de la coalition de l'opposition Emmanuel Akitani Bob se proclame président de la République.
- Sri Lanka, Colombo : un train de voyageurs est entré en collision avec un autocar mercredi faisant au moins 35 morts et 60 blessés dont 10 grièvement. L'accident s'est produit à un passage à niveau dans le village d'Alawwa. Selon les premiers éléments, il semblerait que l'autocar qui transportait également des passagers ait ignoré les signaux du train arrivant sur la voie et ait voulu la traverser. Le train effectuait la liaison entre la capitale Colombo et la ville sainte de Kandy.
- Japon, Tokyo : un train et une voiture sont entrés en collision. La voiture s'est engagée sur la voie à un passage à niveau à Yokohama et a percuté le train de la compagnie privée Sagami Railway qui passait à ce moment-là. Le conducteur de la voiture a été sérieusement blessé et a été transporté dans un hôpital proche. Aucun des 130 passagers du train n'a été blessé. Les barrières du passage à niveau étaient descendues au moment de la collision et une enquête a été ouverte pour déterminer la cause de l'accident.
- France, aéronautique : premier décollage pour un vol d'essai de l'Airbus A380, depuis l'aéroport de Toulouse-Blagnac.
- Belgique : Sœur Emmanuelle est hospitalisée à la suite d'un léger malaise lors d'une conférence. Hospitalisée pour quelques jours, elle ne devrait pas être transférée en France. La religieuse devait participer à une série de conférences organisées cette semaine en Belgique.
- Égypte : le mouvement laïc d'opposition Kifāya parvient à défiler dans quinze villes du pays, malgré sa non existence légale.

### Jeudi28 avril 2005
- Haïti, Port-au-Prince : le dirigeant du Mouvement pour la reconstruction nationale, parti politique de centre-gauche, Jean Henold Buteau qui est également médecin, a été enlevé par des hommes armés alors qu'il sortait de son véhicule devant sa clinique. Les ravisseurs ont réclamé le paiement d'une rançon de 30 000 dollars et des négociations sont en cours. On ignore si cet enlèvement revêt un caractère politique. Jean Henold Buteau est le premier dirigeant d'un parti politique à être victime d'un enlèvement depuis le début d'une série de rapts enregistrés après le renversement de l'ancien président Jean-Bertrand Aristide en février 2004. Des élections générales sont prévues en octobre et novembre en Haïti.
- Pérou : un avion de l'armée péruvienne s'est écrasé près d'une centrale exploitant l'importante réserve de gaz naturel de la région de Camisea. Les 13 passagers sont morts.
- Côte d'Ivoire : le premier tour de la présidentielle fixé au 30 octobre.
- Suisse : onze ans après le premier coup de pioche, les derniers mètres de roche du tunnel de base du Lötschberg ont été dynamités ce matin sous les Alpes. L'ouvrage, long de 34,6 kilomètres, entrera en service en 2007.
- Togo : plus de 3 000 Togolais se réfugient dans le sud du Bénin pour fuir les violences (source diplomatique occidentale).
- Égypte : une équipe égyptienne a découvert 26 sceaux rares qui ont appartenu au roi Chéops, fondateur de la grande pyramide de Guizeh au sud-ouest du Caire.
- Togo, Lomé : au moins 31 personnes ont été tuées, dont huit Nigériens, et plus d'une centaine blessées, dans les émeutes depuis mardi selon des sources officielles et hospitalières.

### Vendredi29 avril 2005
- Haïti, Port-au-Prince : Jean Henold Buteau, chef du Mouvement pour la reconstruction nationale (parti politique de centre-gauche), a été libéré, au lendemain de son enlèvement après le paiement d'une rançon à ses ravisseurs.
- Djibouti : la sécheresse menace de famine 30 000 éleveurs
- Brésil, São Paulo : 6 détenus ont été assassinés ces 2 derniers jours dans des prisons.
- France, Arcachon : la pêche, le ramassage et la vente des huîtres et coquillages du Bassin d'Arcachon momentanément interdits, en raison de la présence de micro-algues toxiques.
- France, Moselle : le pilote d'un petit avion de tourisme a été tué et son passager grièvement blessé dans le crash de l'appareil.
- France : Jean-Marie Le Pen proteste contre la décision de Simone Veil de se mettre en congé du Conseil constitutionnel pour participer à la campagne référendaire.
- Tchad : intervention en urgence de Médecins sans frontières où une épidémie de rougeole a tué 115 personnes.
- Togo, Lomé : un groupe d'hommes fortement armés ont envahi l'Institut Goethe et ont menacé les gardiens avec leurs armes tandis que d'autres assaillants mettaient le feu à la bibliothèque. L'immeuble de béton a été totalement détruit ainsi qu'un cabanon situé à proximité et une camionnette. On ne déplore aucune victime. Grâce à des films, des prêts de livres et des leçons d'allemand, l'Institut Goethe favorisé la promotion des échanges culturels entre le Togo et l'Allemagne, l'ancienne puissance coloniale jusqu'à la défaite allemande de la Première Guerre mondiale.
- Indonésie : un séisme de 6,3 sur l'échelle de Richter a provoqué hier soir la panique au nord de Sumatra et à Nias.
- France, Corse, Bastia : un local technique de France Télécom détruit cette nuit dans un attentat.
- France, Paris, Carlos Ghosn remplace Louis Schweitzer au titre de PDG de la marque Renault (ce dernier en fonction depuis 1992)

### Samedi30 avril 2005
- France, Vienne : le pilote et le passager d'un avion de tourisme ont été tués dans le crash de leur appareil.
- Égypte : attentat à la bombe près du musée égyptien du Caire : un touriste tué, d'autres étrangers blessés. Deux personnes tuées dans un second attentat qui a secoué le centre du Caire dans un quartier populaire. Ces attentats ont été revendiqués par les Brigades du martyr Abdallah Azzam
- Turquie, Kusadasi : une explosion tue un policier et blesse deux autres personnes.
- France, Pyrénées-Atlantiques, Ciboure : durant la nuit, des inconnus lancent un cocktail Molotov devant le domicile de la ministre française de la Défense Michèle Alliot-Marie.
- Turquie, nord-est d'Ankara : le tremblement de terre cause un mort.
- Chine, Shaanxi : 15 mineurs tués dans un coup de grisou.
- Angola : l'OMS publie un nouveau bilan de l’épidémie de fièvre de Marbourg dans ce pays qui a tué au moins 257 personnes.
- Viêt Nam : un avion militaire s’écrase un mort et un blessé (source militaire).
- Québec : ouverture au public de la Grande Bibliothèque du Québec, à Montréal.